# John Pritchard (remero)
John Martin Pritchard (Londres, 30 de noviembre de 1957) es un deportista británico que compitió en remo.
Participó en dos Juegos Olímpicos de Verano en los años 1980 y 1984, obteniendo una medalla de plata en Moscú 1980 en la prueba de ocho con timonel. Ganó una medalla de plata en el Campeonato Mundial de Remo de 1981.

## Palmarés internacional
| Juegos Olímpicos   | Juegos Olímpicos | Juegos Olímpicos | Juegos Olímpicos |
| Año                | Lugar            | Medalla          | Prueba           |
| ------------------ | ---------------- | ---------------- | ---------------- |
| 1980               | Moscú (URSS)     | Medalla de plata | Ocho con timonel |
| Campeonato Mundial |                  |                  |                  |
| Año                | Lugar            | Medalla          | Prueba           |
| 1981               | Múnich (RFA)     | Medalla de plata | Ocho con timonel |